# SC-12
La SC-12 est une voie rapide urbaine qui permet d'accéder à Saint-Jacques-de-Compostelle depuis l'AP-9 et l'AP-53 en venant du sud (Vigo, Ourense...).
L'AP-9 et l'AP-53 au sud-est de l'agglomération et de là se détache la SC-12.

Elle double l'ancienne route nationale N-525.
D'une longueur de 2 km environ, elle relie les autoroutes AP-9/AP-53 au sud-est de l'agglomération et la rocade de Saint-Jacques-de-Compostelle (SC-20) sur le prolongement de l'Avenida de Santiago de Cuba

## Tracé
- Elle débute au sud-est de Saint-Jacques-de-Compostelle où elle bifurque avec l'AP-9 et l'AP-53 en direction de la rocade. Elle desser le Parque do Paxonal avant qu'elle se connecte à la rocade de la ville (SC-20).

## Sorties
| Sorties | Villes                                                                                                 |            |
| ------- | --- | ---------- |
|         | Lalin - Orense La Corogne - Ferrol Lugo - Leon A-54 Pontevedra - Vigo                                  | AP-53 AP-9 |
| 02      | O Casal - Cambarro Saint-Jacques-de-Compostelle Sud Saint-Jacques-de-Compostelle-Ria de Paxonal        |            |
|         | Noia AG-56 Saint-Jacques-de-Compostelle Centre Saint-Jacques-de-Compostelle-Avenida de Antonio Fraguas | SC-20      |

### Référence
- Nomenclature